# Johannes Urban
Johann Urban (Johannes Steffani De Orba), was volgens sommigen de eerste Thomascantor. In 1430 werd hij kanunnik, van 1436 tot 1466 werd hij aangeduid als "Johannes Cantor".
Hij wordt dikwijls aangeduid als Thomasherr, als vertrouwensman, zoals blijkt uit de documenten van het klooster.
In een document uit 1439, dat betrekking heeft op het George-gasthuis, wordt de cantor Johann Urban genoemd. Het cantoraat van Johann Urban werd in 1443 en 1444 onderbroken door het cantoraat van Thomas Ranstete.